# Discografia di Petri Nygård
Questa pagina contiene l'intera discografia di Petri Nygård, rapper finlandese, dalle origini fino ad ora.

## Album in studio
| Anno | Nome                 | Posizioni massime | Certificazioni | Vendite |
| ---- | -------------------- | ----------------- | -------------- | ------- |
| 2000 | Mun levy!            | 1                 | Oro (2000)     | 25567   |
| 2001 | Petri presidentixi   | 20                | -              | -       |
| 2002 | Hovinarrin paluu!    | 38                | -              | -       |
| 2009 | Kaikkee pitää olla   | 29                | -              | -       |
| 2011 | Kaikki tai ei mitään | 1                 | Oro (2011)     | 15171   |
| 2012 | Mun mielestä         | 6                 | -              | -       |
| 2013 | Valmis mihin vaan    | -                 | -              | -       |

## EP
| Anno | Nome           | Posizioni massime | Certificazioni | Vendite |
| ---- | -------------- | ----------------- | -------------- | ------- |
| 2000 | Pillumagneetti | -                 | -              | -       |

## Raccolte
| Anno | Nome      | Posizioni massime | Certificazioni | Vendite |
| ---- | --------- | ----------------- | -------------- | ------- |
| 2011 | 29 syntiä | 20                |                |         |

## Singoli
| Anno | Nome                                       | Posizioni massime | Posizioni massime | Posizioni massime | Certificazioni | Vendite | Album                |
| Anno | Nome                                       | SL                | LL                | FDC               | Certificazioni | Vendite | Album                |
| ---- | ------------------------------------------ | ----------------- | ----------------- | ----------------- | -------------- | ------- | -------------------- |
| 2000 | Vitun suomirokki                           | 1                 | -                 | -                 | Platino (2000) | 17795   | Pillumagneetti       |
| 2000 | Kanava nolla (Antakaa mun olla)            | 2                 | -                 | -                 | Oro (2000)     | 9286    | Mun levy!            |
| 2000 | Rääväsuu                                   | -                 | -                 | -                 | -              | -       | Mun levy!            |
| 2000 | Hulluna tisseihin                          | -                 | -                 | -                 | -              | -       | -                    |
| 2001 | Petri hallitsee liigaa                     | 5                 | -                 | -                 | -              | -       | Petri presidentixi   |
| 2001 | Riimini rupiset/Sika/Petri pelastaa joulun | 6                 | -                 | -                 | -              | -       | Hovinarrin paluu!    |
| 2009 | Sanon suoraan                              | -                 | -                 | -                 | -              | -       | Kaikkee pitää olla   |
| 2009 | Onko sulla pokkaa?                         | -                 | -                 | -                 | -              | -       | Kaikkee pitää olla   |
| 2009 | Mitävittuuvaan/Tuska                       | -                 | -                 | -                 | -              | -       | Kaikkee pitää olla   |
| 2010 | Kippis kulaus                              | -                 | -                 | -                 | -              | -       | Kaikkee pitää olla   |
| 2010 | Seopetriii                                 | -                 | -                 | -                 | -              | -       | Kaikkee pitää olla   |
| 2010 | Sarvet esiin (feat. Mokoma)                | 3                 | -                 | -                 | -              | -       | Kaikki tai ei mitään |
| 2010 | Selvä päivä (feat. Lord Est)               | 1                 | -                 | -                 | Platino (2011) | 11008   | Kaikki tai ei mitään |
| 2011 | Villi ja vitun vapaa                       | -                 | -                 | -                 | -              | -       | Kaikki tai ei mitään |
| 2012 | Märkää                                     | 3                 | -                 | -                 | -              | -       | Mun mielestä         |
| 2012 | Päästä(n) höyryy                           | -                 | -                 | -                 | -              | -       | Mun mielestä         |
| 2012 | Kerran kesässä (feat. Klamydia)            | -                 | -                 | -                 | -              | -       | Mun mielestä         |
| 2012 | Onxnenäälasit?                             | -                 | -                 | -                 | -              | -       | Mun mielestä         |
| 2013 | 3 asiaa                                    | -                 | -                 | -                 | -              | -       | Valmis mihin vaan    |
| 2013 | Lömällä                                    | -                 | -                 | -                 | -              | -       | Valmis mihin vaan    |
| 2013 | Trollaa!                                   | -                 | -                 | -                 | -              | -       | Valmis mihin vaan    |
| 2013 | Lähekkö panee?                             | -                 | -                 | -                 | -              | -       | Valmis mihin vaan    |
| 2013 | Käki                                       | -                 | -                 | -                 | -              | -       | Valmis mihin vaan    |
| 2013 | Tää on niin tätä (feat. Toni Wirtanen)     | -                 | -                 | -                 | -              | -       | Valmis mihin vaan    |
| 2015 | Scooraan                                   | -                 | -                 | -                 | -              | -       | -                    |

### Partecipazioni
| Anno | Nome            | Autore                                             | Posizioni massime | Posizioni massime | Posizioni massime | Certificazioni | Vendite | Album           |
| Anno | Nome            | Autore                                             | SL                | LL                | FDC               | Certificazioni | Vendite | Album           |
| ---- | --------------- | -------------------------------------------------- | ----------------- | ----------------- | ----------------- | -------------- | ------- | --------------- |
| 2011 | Reggaerekka     | Lord Est                                           | 1                 | -                 | -                 | Oro (2011)     | 6370    | Sonmoro senjoro |
| 2013 | Olen somelainen | Karim Z.Yskowicz (feat. Kari Tapio e Petri Nygård) | -                 | -                 | -                 | -              | -       | -               |

## Video musicali
- Vitun suomirokki (2000)[18]
- Petri hallitsee liigaa (2001)[19]
- Sanon suoraan (2009)[20]
- Onko sulla pokkaa? (2009)[21]
- Mitä vittuu vaan/Tuska (2009)[22]
- Kippis kulaus (2010)207&[23]
- Seopetriii (feat. Emel e Aajee, 2010)[24]
- Sarvet esiin (feat. Mokoma, 2010)[25]
- Selvä päivä (feat. Lord Est, 2010)[26]
- Villi ja vitun vapaa (2011)[27]
- Märkää (2012)[28]
- Päästä(n) höyryy (2012)[29]
- Leijonalätkää (2012)
- Kerran kesässä (feat. Klamydia, 2012)[30]
- Onxnenäälasit? (2012)[31]
- 3 asiaa (2013)[32]
- Lömällä (2013)[33]
- Trollaa (2013)[34]
- Lähekkö panee? (2013)[35]
- 2013 - Käki
- 2013 - Tää on niin tätä
- 2015 - Scooraan[36]